# 英国首相
大不列颠及北爱尔兰联合王国首相（英語：Prime Minister of the United Kingdom of Great Britain and Northern Ireland），即英国首相，简称联合王国首相、英相、英揆，前稱大不列顛首相，是英国政府首脑。首相會以英國君主的名義領導政府，代表英國公民行使實際行政權力。
在一般情况下，現代英国首相須能够獲得英國下議院多數議員的支持，亦必須是國會議員。在英國大選中，贏得下議院多數議席的政黨的黨魁，會自動成為首相人選，由英皇任命及邀請該人籌組下屆政府。
歷史上，首相一般會兼任第一財政大臣一職，亦會根据实际情况而設立副首相一職（例如，籌組聯合政府時，由少數黨黨魁出任副首相)；而當執政黨取得絕對多數議席時，則可能設首席大臣作副職。
现任英国首相为工党党魁施紀賢爵士，自2024年7月5日就任至今。他是英国历史上第7位工党首相。

## 權力和職責
作為「國王陛下政府之首」，現今的首相是在英國最高的政治權威，享有很大職權。首相身兼多職：既是下議院多數黨領袖，亦時是政府首腦，同時掌握行政、立法兩權。
在下議院中，首相會參與法律制定的過程，推動所屬政黨的政策目標。首相亦須於每星期三的首相答問環節，接受反對黨領袖及其他議員的質詢。
在政府方面，首相負責統籌所有政府部門及公務員隊伍。首相有權向君主建議任免其他官方大臣，並編配各大臣的職能。首相負責主持內閣會議，制定政府的施政方針及工作計畫。
按照憲制安排，君主會按照各個大臣的意見行事。首相除了須向君主表達意見（包括任命政府高級官員、司法人員、英國國教會相關人員、頒授勳銜等）亦能間接地行使皇家特權及法定權力，包括提出解散下議院的請求。

### 第一財政大臣
第一財政大臣是行使英國過去財務大臣（Lord High Treasurer）職位長官，1892年以來，皆為首相兼任。

## 宪法背景
英国宪法并非单一的成文法律文件，而是由众多惯例和共识所集合的一系列原则。首相一职也并非来自宪法中的明确规定。实际上，首相的许多权力来自于英国君主所享有的皇家特权。1917年，首相一职首次在法律条文中出现，并在20世纪各类法律与官方文件中逐渐被完善。在1688年光荣革命之前，英国君主具有国家的独立统治权，但自《权利法案》起，君主的政治权力逐渐被议会转移给内阁。尽管在法律上英国君主仍然享有一些皇家特权，但根据宪法惯例，这些特权的实际行使由首相负责，君主则失去了日常管理职能。目前实践中，君主的宪法权利包括知情、提议、警告。

## 歷史沿革
首相一職從未被「創造」出來，而是在300年來慢慢演化成的。光榮革命後，政治權力由君主轉移到議會。1713年，下議院訂立了議事規則第66條（Standing Order 66），規定「除了君主委託的大臣所作出的動議外，下議院不會對任何有關公帑的議案進行表決」。1721年前，英國君主依賴首席部長替其執行政策。直至1721年，母語是德語的英皇喬治一世英文不夠流利，不能如同之前君主一樣直接統治群臣，於是敕命輝格黨領袖羅伯特·沃波爾為內閣首領，是為「第一財政大臣」，是首相這個職位的概念的前身。1885年，議會議事錄中記錄了威廉·格萊斯頓剛籌組完成的內閣，當中首相（Prime Minister）一詞首次正式出現，但只是在官方政府首腦職位──第一財政大臣之後，並在括號裏。1905年，在英國排名名單上終於有首相一職出現，於非皇室成員中排在坎特伯雷大主教、約克大主教、蘇格蘭長老會全會會議主席、大法官之後。雖然這個職位被各方正式承認，但在法律中並無首相一職。20世紀首相已經在君主、議會、內閣中，處於政治權力比較高的地位。在21世紀初，上議院在法律制定過程中已被邊緣化，這也間接提高了首相的權力，亦令人們的關注該職位越來越像總統制國家總統一職。但是，後來英國國會制定了一些法案來限制首相的權力。首相年薪可分2部份，一為內閣年薪132,923鎊，一為國會議員年薪64,766鎊，共計197,689英鎊。首相官邸為唐寧街10號，擁有官方鄉間別墅契克斯。卸任後，大多數首相會被授予勳爵、上議院議員的身份。

## 歷任列表
- 英国首相列表
- 按在任時間劃分的英國首相列表
- 按年齡劃分的英國首相列表